# Abul Kalam Azad
Abul Kalam Azad (właśc. Abul Kalam Ghulam Muhiyuddin) (ur. 11 listopada 1888 w Mekce, zm. 22 lutego 1958 w Delhi) – indyjski polityk i uczony, posiadał religijny tytuł maulana.

## Życiorys
Pochodził z rodziny sufickich mistyków muzułmańskich; jego matka była Arabką i córką szejka Mohammada Zaher Watri. Ze względu na ortodoksyjność rodziny otrzymał tradycyjną edukację islamską: nauki pobierał w domu od ojca, a następnie od najlepszych prywatnych nauczycieli.
W 1912 roku wstąpił do Indyjskiego Kongresu Narodowego, którego od 1923 roku był wielokrotnym przewodniczącym. Od 1914 roku był czynnym działaczem ruchu niepodległościowego i współpracownikiem Mahatmy Gandhiego. W latach 1919–1922 i w roku 1930 był przywódcą kampanii obywatelskiego nieposłuszeństwa, za co trafił do angielskiego więzienia. W roku 1942 oraz w latach 1945–1946 był członkiem delegacji prowadzącej w Londynie negocjacje w sprawie przyznania Indiom niepodległości. W 1947 roku został pierwszym ministrem oświaty i badań naukowych w niepodległych Indiach. Funkcję tę pełnił do 1958 roku. Jest autorem podstaw edukacji w Indiach, a jego dzień urodzin obchodzony jest jako "Dzień Edukacji Narodowej".

## Działalność naukowa i religijna
Jest autorem komentarzy do Koranu oraz prac z historii i literatury urdu. Znał kilka języków: arabski, angielski, urdu, hindi, perski i bengalski. Posługiwał się pseudonimem Abul Kalam (Pan dialogu).
W 1912 roku założył tygodnik wydawany w języku urdu o nazwie „Al-Hilal”. Wydawanie pisma zostało zakazane w 1914 roku, po czym założył nowe czasopismo, „Al-Balagh”.

## Odznaczenia
Maulana Abul Kalam Azad został pośmiertnie odznaczony najwyższym odznaczeniem cywilnym Indii, Bharat Ratna (w 1992 roku).